# Catocala rosalinda
Catocala rosalinda là một loài bướm đêm trong họ Erebidae.